# Hvar
Cet article concerne l’île de Hvar. Pour la ville homonyme, voir Hvar (ville).
Hvar (en dialecte local : Hvor ou For, en grec : Pharos, Φαρος, en latin : Pharina, en italien : Lesina) est une île croate de la mer Adriatique. C'est l'une des îles les plus touristiques de Croatie.

## Géographie
L'île est allongée et orientée est-ouest. Elle a une longueur de près de 68 km et elle est partagée par une chaîne de collines qui suit la côte méridionale et culmine à 628 m.
La ville principale porte le même nom que l'île (Hvar). Située au sud-ouest de l'île, elle borde une baie protégée par les îles Infernales, constituées de 21 îlots célèbres pour l'agrément de leurs plages. Sur la côte nord, se trouvent les villes de Stari Grad, au fond d'une baie très profonde, et de Jelsa, plus à l'est.
Une route part de la ville de Hvar, suit d'abord la côte sud, traverse la chaîne de collines en direction du nord-est vers Stari Grad, puis continue vers Jelsa et la pointe orientale de l'île.

### Climat
Le climat de Hvar est un climat méditerranéen qui se caractérise par des hivers doux et humides et des étés chauds et secs (Csa dans la classification de Köppen). La température de l’air moyenne est de 16 °C, 703 mm de pluie par an tombe sur l’île en moyenne, et la ville de Hvar a 2 800 heures d’ensoleillement par an. La température de l’eau est en moyenne de 14 °C en février ; durant les mois d’été, elle oscille 23 et 27 °C.
| Mois                                             | jan.         | fév.         | mars         | avril        | mai        | juin       | jui.         | août        | sep.        | oct.        | nov.        | déc.        | année        |
| ------------------------------------------------ | ------------ | ------------ | ------------ | ------------ | ---------- | ---------- | ------------ | ----------- | ----------- | ----------- | ----------- | ----------- | ------------ |
| Température minimale moyenne (°C)                | 5,9          | 5,9          | 7,7          | 10,5         | 14,7       | 18,3       | 20,9         | 20,8        | 17,7        | 14,3        | 10,1        | 7,2         | 12,8         |
| Température moyenne (°C)                         | 9,1          | 9,2          | 11,1         | 14           | 18,5       | 22,3       | 25           | 24,8        | 21,5        | 17,7        | 13,3        | 10,3        | 16,4         |
| Température maximale moyenne (°C)                | 12,6         | 13           | 14,9         | 17,7         | 22,3       | 26,4       | 29,5         | 29,5        | 26          | 21,8        | 16,8        | 13,7        | 20,3         |
| Record de froid (°C) date du record              | −7 24/1942   | −5,5 2/1929  | −4,6 4/1949  | 0 7/1929     | 5,1 4/1935 | 10 8/1962  | 12,8 11/1969 | 9,7 19/1949 | 8 28/1931   | 4,9 30/1971 | −3 29/1915  | −5 19/1927  | −7 24/1/1942 |
| Record de chaleur (°C) date du record            | 19,6 30/1949 | 23,4 22/1990 | 24,5 30/2017 | 27,8 26/1952 | 33 15/1945 | 38 28/2019 | 37,5 29/1945 | 37,7 8/1956 | 34,4 1/1878 | 31,5 1/1932 | 25,7 3/2004 | 20,6 7/1967 | 38 28/6/2019 |
| Nombre de jours avec gel                         | 1,9          | 1,8          | 0,7          | 0            | 0          | 0          | 0            | 0           | 0           | 0           | 0,2         | 1,2         | 5,8          |
| Ensoleillement (h)                               | 133,3        | 155,4        | 195,3        | 222          | 288,3      | 324        | 365,8        | 334,8       | 258         | 198,4       | 135         | 124         | 2 734,3      |
| Précipitations (mm)                              | 68,4         | 55,7         | 62,7         | 54,1         | 46,7       | 34,4       | 26,4         | 45,2        | 63,7        | 79,3        | 94          | 83,2        | 713,7        |
| Nombre de jours avec précipitations              | 9,8          | 9            | 9,4          | 10,2         | 7,8        | 6,8        | 4            | 4,7         | 7           | 9,3         | 11,3        | 10,4        | 99,8         |
| dont nombre de jours avec précipitations ≥ 10 mm | 2,4          | 1,7          | 1,7          | 1,6          | 1,5        | 1,1        | 0,7          | 1,2         | 2,1         | 2,7         | 3,4         | 2,9         | 23,1         |
| Humidité relative (%)                            | 68,7         | 65           | 66,4         | 65,5         | 66,6       | 63,7       | 58,8         | 61          | 65,4        | 67,8        | 68,5        | 69          | 65,5         |
| Nombre de jours avec neige                       | 0,1          | 0            | 0            | 0            | 0          | 0          | 0            | 0           | 0           | 0           | 0           | 0           | 0,1          |
| Nombre de jours d'orage                          | 2,3          | 2,6          | 2            | 3,3          | 3,1        | 3,6        | 3,1          | 4,2         | 4,2         | 4           | 4,3         | 2,8         | 39,4         |
| Nombre de jours avec brouillard                  | 0            | 0,2          | 0,2          | 0            | 0,4        | 0,1        | 0,1          | 0,2         | 0,1         | 0           | 0           | 0           | 1,3          |

| Diagramme climatique                                  |           |             |              |              |              |              |              |            |              |            |             |
| J                                                     | F         | M           | A            | M            | J            | J            | A            | S          | O            | N          | D           |
| 12,65,968,4                                           | 135,955,7 | 14,97,762,7 | 17,710,554,1 | 22,314,746,7 | 26,418,334,4 | 29,520,926,4 | 29,520,845,2 | 2617,763,7 | 21,814,379,3 | 16,810,194 | 13,77,283,2 |
| Moyennes : • Temp. maxi et mini °C • Précipitation mm |           |             |              |              |              |              |              |            |              |            |             |

## Histoire
Les premiers habitants de Hvar furent les Illyriens, au IVe siècle av. J.-C. Ils se défendirent vaillamment contre les Grecs mais ceux-ci finirent par envahir l'île. Les Grecs de Paros fondèrent alors la colonie de Faros, ancêtre de la ville de Stari Grad. En 219 av. J.-C., les Romains la conquirent. À la chute de l'Empire romain d'Occident, Hvar devint byzantine. Aux VIIe et VIIIe siècles, des Slaves s'y installèrent. Les siècles suivants furent marqués par des querelles incessantes entre Byzance, Venise et les souverains hungaro-croates au sujet du contrôle de Hvar. En 1151, l'île, offerte à l'ordre de Saint-Benoît qui y a bâti trois abbayes et un prieuré, fut prise par les habitants de Narenta, qui s'emparèrent également des îles de Lastovo et de Korčula. En 1331, les Vénitiens annexèrent l'île. Les habitants de Hvar se soulevèrent à plusieurs reprises mais sans succès. La suite suivit les aléas de l'histoire : l'île fut tour à tour italienne, française, autrichienne, yougoslave et enfin croate.

## Tourisme
L'île est dotée d'un riche patrimoine historique datant du temps des Grecs, le seul parcellaire agricole grec (IIIe siècle av. J.-C.) au monde est conservé presque intégralement entre les villes de Stari Grad et Jelsa. La plus longue des îles dalmates, elle possède encore des parties restées secrètes et cachées au tourisme de masse. Toute la côte nord de l'île est agrémentée de criques avec des petites plages, parfois habitées, parfois isolées, bon mouillage pour des bateaux de plaisance.
Hvar est également le nom d'une des villes principales de l'île, située dans la partie ouest de l'île. Possédant la plus grande place sur la côte croate, elle est riche en bâtiments de l'époque gothique et de la renaissance. Deux forts couronnent la ville, le fort Spagnola construit par les Vénitiens et le fort Napoléon, construit par les Français.

## Accessibilité
- Compagnie de ferry Jadrolinija